# Winkeln (Schalksmühle)
Winkeln ist ein Ortsteil der Gemeinde Schalksmühle im Märkischen Kreis im Regierungsbezirk Arnsberg in Nordrhein-Westfalen (Deutschland).

## Lage und Beschreibung
Der Weiler liegt direkt an der Bundesautobahn 45, rund 2 km nördlich der Anschlussstelle Lüdenscheid-Nord. Zum 1. Juli 2014 hatte Winkeln 332 Einwohner.
Nachbarorte auf dem Gemeindegebiet sind Winklerheide, Albringwerde, Rölvede, Rölveder Mühle, Sonnenscheid, Wersbecke, Vormwald, Mesekendahl, Schnarüm, Amphop, Worth, Sterbecke, Kuhlenkeppig, Rehweg, Rosenhagen und Heedfeld.

## Geschichte
Winkeln war bis zum 19. Jahrhundert Titularort der Bauerschaft Winkeln des Kirchspiels Hülscheid. Ab 1816 war der Ort Teil der Gemeinde Hülscheid in der Bürgermeisterei Halver im Kreis Altena, 1818 lebten 71 Einwohner im Ort. Der laut der Ortschafts- und Entfernungs-Tabelle des Regierungs-Bezirks Arnsberg als Dorf kategorisierte Ort besaß 1839 13 Wohnhäuser, eine Fabrikationsstätte bzw. Mühle und zwölf landwirtschaftliche Gebäude. Zu dieser Zeit lebten 84 Einwohner im Ort, allesamt evangelischen Bekenntnisses.
1844 wurde die Gemeinde Hülscheid mit Winkeln von dem Amt Halver abgespaltet und dem neu gegründeten Amt Lüdenscheid zugewiesen.
Der Ort ist auf der Preußischen Uraufnahme von 1845 unter dem Namen Winkeln verzeichnet. Ab der Preußischen Neuaufnahme von 1892 ist der Ort auf Messtischblättern der TK25 als Winkeln verzeichnet.
Die Gemeinde- und Gutbezirksstatistik der Provinz Westfalen führt Winkeln 1871 mit 14 Wohnhäusern und 112 Einwohnern auf.  Das Gemeindelexikon für die Provinz Westfalen von 1887 gibt eine Zahl von 99 Einwohnern an, die in 16 Wohnhäusern lebten. 1895 besitzt der Ort 15 Wohnhäuser mit 94 Einwohnern, 1905 werden 15 Wohnhäuser und 80 Einwohner angegeben.
1969 wurden die Gemeinden Hülscheid und Schalksmühle zur  amtsfreien Großgemeinde (Einheitsgemeinde) Schalksmühle im Kreis Altena zusammengeschlossen und Winkeln gehört seitdem politisch zu Schalksmühle, das 1975 auf Grund des Sauerland/Paderborn-Gesetzes Teil des neu geschaffenen Märkischen Kreises wurde.

## Öffentliche Einrichtungen

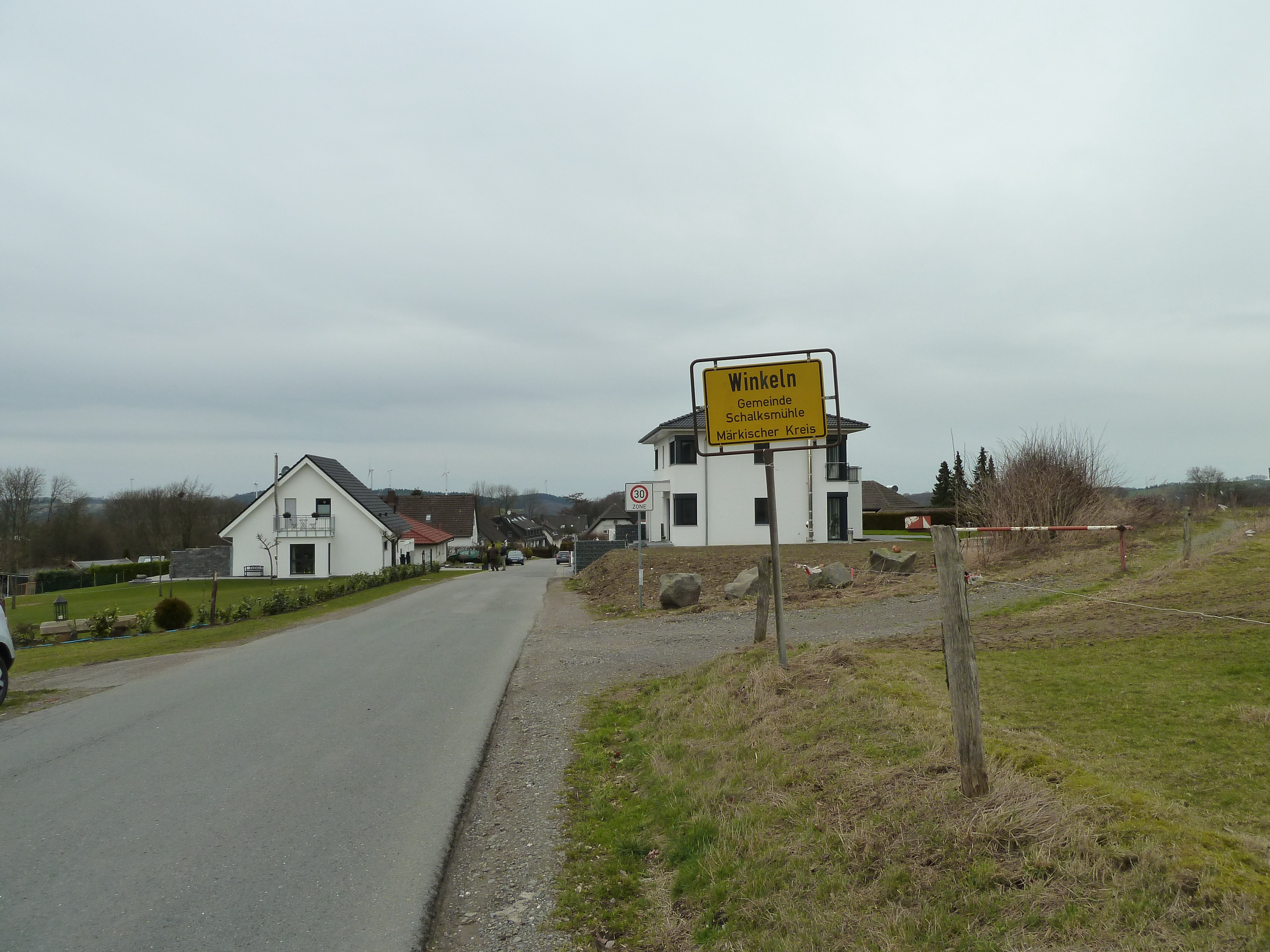
Ortsansicht von Winkeln

Folgende öffentliche Einrichtungen gibt es in Winkeln:
- Feuerwehr: Winkeln beherbergt eine Löschgruppe der Freiwilligen Feuerwehr. Diese hat ihr Feuerwehrhaus in der alten Grundschule Volksschule Winkeln. Sie bildet zusammen mit der Löschgruppe Hülscheid den Löschzug II.
- Kommunale Kläranlage der Gemeinde Schalksmühle